# Wormser Religionsgespräch (1557)
Beim Wormser Religionsgespräch von 1557 versuchten protestantische und katholische Theologen erfolglos, einen Konsens in zentralen Fragen der theologischen Lehre zu erzielen. 
Nachdem im Augsburger Religionsfrieden von 1555 die Spaltung des Reichs in einen katholischen und einen evangelischen Teil festgeschrieben worden war, verfolgte König Ferdinand I. nach wie vor das Ziel, zwischen katholischen und evangelischen Theologen einen Konsens zu finden. Auf dem Regensburger Reichstag von 1556/7 ergriff er erneut die Initiative für ein neues Religionsgespräch, das im Herbst 1557 in Worms stattfand. Leiter des Gesprächs war der katholische Bischof von Naumburg (Saale) Julius von Pflug. Die anwesenden evangelischen Theologen waren Philipp Melanchthon, Johannes Brenz, Erhard Schnepf, Matthias Flacius und Georg Karg. Katholischerseits waren Johannes Gropper, Michael Helding, Petrus Canisius, der kaiserliche Hofprediger und Berater Matthias von Sittard, sowie der Domscholaster Daniel Mauch und Georg Witzel anwesend. Die innerprotestantischen Divergenzen zwischen Gnesiolutheranern und Philippisten verhinderten ein gemeinsames Auftreten der Evangelischen, so dass die katholischen Theologen die Confessio Augustana als eindeutige Lehrgrundlage in der Diskussion um Erbsünde und Rechtfertigung infrage stellen konnten. 
Nach dem Scheitern des Wormser Religionsgesprächs kam es erst im 17. Jahrhundert wieder zu Religionsgesprächen zwischen Protestanten und Katholiken.